# Литвинова (Розанова) Лариса Миколаївна
Лари́са Микола́ївна Литви́нова, до шлюбу Роза́нова (нар. 6 грудня 1918 — 5 жовтня 1997) — радянська військова льотчиця, Герой Радянського Союзу (1948). У роки німецько-радянської війни штурман 46-го гвардійського нічного бомбардувального авіаційного полку 325-ї нічної бомбардувальної авіаційної дивізії, гвардії капітан. 

## Життєпис
Народилася 6 грудня 1918 року в місті Києві. Українка.
У 1936 році закінчила десятирічку й пішла працювати закрійницею на 8-й взуттєвій фабриці. Закінчила аероклуб і у 1940 році — Херсонську льотну школу Тсоавіахему. Працювала льотчицею-інструкторкою в Феодосійському (1940—1941) і Кіровському міста Москви (1940) аероклубах.
У лавах РСЧА — з жовтня 1941 року. У 1942 році закінчила курси штурманів при Енгельській військовій авіаційній школі льотчиків. З лютого 1942 року — стрілець-бомбардир жіночого нічного бомбардувального авіаційного полку, який формувався в місті Енгельсі Саратовської області Росії. Член ВКП(б) з 1942 року.
Учасниця німецько-радянської війни з травня 1942 року. Воювала на Південному, Закавказькому, Північно-Кавказькому, 2-му Білоруському фронтах. Пройшла бойовий шлях від стрільця-бомбардира до штурмана 588-го (з лютого 1943 року — 46-го гвардійського) нічного бомбардувального авіаційного полку.
За роки війни гвардії капітан Л. М. Розанова здійснила 816 бойових вильотів на переобладнаному в бомбардувальник біплані По-2.
Після війни ще деякий час продовжувала військову службу. У грудні 1945 року у званні гвардії капітана Л. М. Литвинова вийшла у запас.
До 1979 року працювала старшою інженеркою Всесоюзного науково-дослідницького інституту джерел струму.
Мешкала в Москві, де й померла 5 жовтня 1997 року. Похована на Ніколо-Архангельському кладовищі.

## Нагороди
Указом Президії Верховної Ради СРСР від 23 лютого 1948 року за мужність і героїзм, виявлені в роки Другої світової війни, гвардії капітанові Розановій Ларисі Миколаївні надано звання Героя Радянського Союзу з врученням ордена Леніна і медалі «Золота Зірка» (№ 8299).
Нагороджена двома орденами Леніна (15.05.1946, 23.02.1948), двома орденами Червоного Прапора (30.10.1943, 07.03.1945), двома орденами Вітчизняної війни 1-го ступеня (26.04.1944, 11.03.1985), орденом Червоної Зірки (09.09.1942) і медалями.

## Родина
У серпні 1945 року одружилася з інженером 5-го відділу Управління технічної експлуатації ГУІАС ВПС інженер-майором Іллею Семеновичем Литвиновим і взяла його прізвище.

## Твори
- Литвинова Л. Н. «Летят сквозь годы», 1-ше видання. — М.: Воениздат, 1964.
- Литвинова Л. Н. «Летят сквозь годы», 2-ге видання. — М.: Воениздат, 1975.
- Литвинова Л. Н. «Улица Татьяны Макаровой». — М.: Московский рабочий, 1976.
- Литвинова Л. Н. «Летят сквозь годы», 3-тє видання. — М.: Воениздат, 1983.